# Wladimir Filippowitsch Malachowski
Wladimir Filippowitsch Malachowski (russisch Владимир Филиппович Малаховский; * 9. April 1894 in Sankt Petersburg; † 29. Dezember 1940) war ein russischer Historiker und Revolutionär.
Malachowski wurde 1911 Bolschewik. Während der Oktoberrevolution war er Mitglied des Präsidiums des Stabes der Roten Garde im Wyborger Bezirk, dann Vorsitzender der Militärsektion des Petrograder Sowjets. 1919 war er in der Politabteilung der Südfront tätig, anschließend in Partei und Wirtschaft.

## Schriften
- Из истории Красной гвардии. Ленинград, 1925.
- На два фронта : (К оценке народовольчества). Москва, 1930.
- Буржуазно-демократическая революция в России в 1905—1907. Москва, 1937.